# Oedokan (gebergte)
De Oedokan (Russisch: Удокан) is een bergketen in het zuiden van Siberië, in het noorden van de regio Transbaikal binnen de Russische kraj Transbaikal (noordoosten) en de autonome republiek Jakoetië (zuiden).

## Geografie
Het gebergte vormt onderdeel van het grotere Stanovojplateau. De Oedokan vormt de noordoostelijke verlenging van het Kalargebergte. De bergketen start daar bij de rivier Nizjny Ingamakit en zet zich voort over een lengte van ongeveer 200 kilometer langs de riviervalleien van de Tsjara en de Chani tot aan de rivier Oljokma (waarop deze beide rivieren afwateren) in het noordoosten. De zuidwestelijke 90 kilometer ligt in de kraj Transbaikal en is aldaar maximaal 40 kilometer breed. De gemiddelde hoogte aldaar varieert tussen de 2000 en 2300 meter. De hoogste top is een naamloze piek van 2561 meter. De belangrijkste landschappen bestaan uit bergtaiga, schaarse pre-alpiene bossen en goltsy.
Het gebergte is onderdeel van het gelijknamige geologisch park Oedokan. Binnen het bergmassief ligt ook het vulkanisch complex Oedokan. Het gelijknamige dorp Oedokan ligt ten noordwesten van het gebergte.

## Geologie
De Oedokan bestaat vooral uit Precambrische formaties. In het gebergte ligt een grote koperertslaag, waar in 2020 na decennia van voorbereiding de Oedokanmijn wordt ontwikkeld. Bij de rivier Naminga (zijrivier Kemen, stroomgebied Tsjara) liggen zoetwaterbronnen. De Oedokan bestaat uit hoge bergen met veel doorsnijdingen en talrijke breuken. Steile hellingen met stone runs (koeroemy; 'steenrivieren') en kliffen. Nabij de toppen zijn karen of cirques en smalle zaagtandvormige arêtes ontstaan, die op sommige plekken worden afgewisseld met relatief vlakke gebieden die overblijfselen vormen van het oorspronkelijke oppervlak of van gebieden die onder invloed van cryoplanatie stonden. Met name in het uiterste zuidwesten bij de aansluiting met het Kalargebergte liggen ook nog overblijfselen van het vroegere vulkanische reliëf. De ijstijdvakken tijdens het Pleistoceen hebben glaciale en glaciofluviale landvormen en afzettingen achtergelaten. De (neotectonische) vorming van de Oedokan zet zich tot op heden voort als gevolg van de Baikal Rift, die het gebied vatbaar maakt voor zware aardbevingen.